# Evangelische Kirche (Eifa)

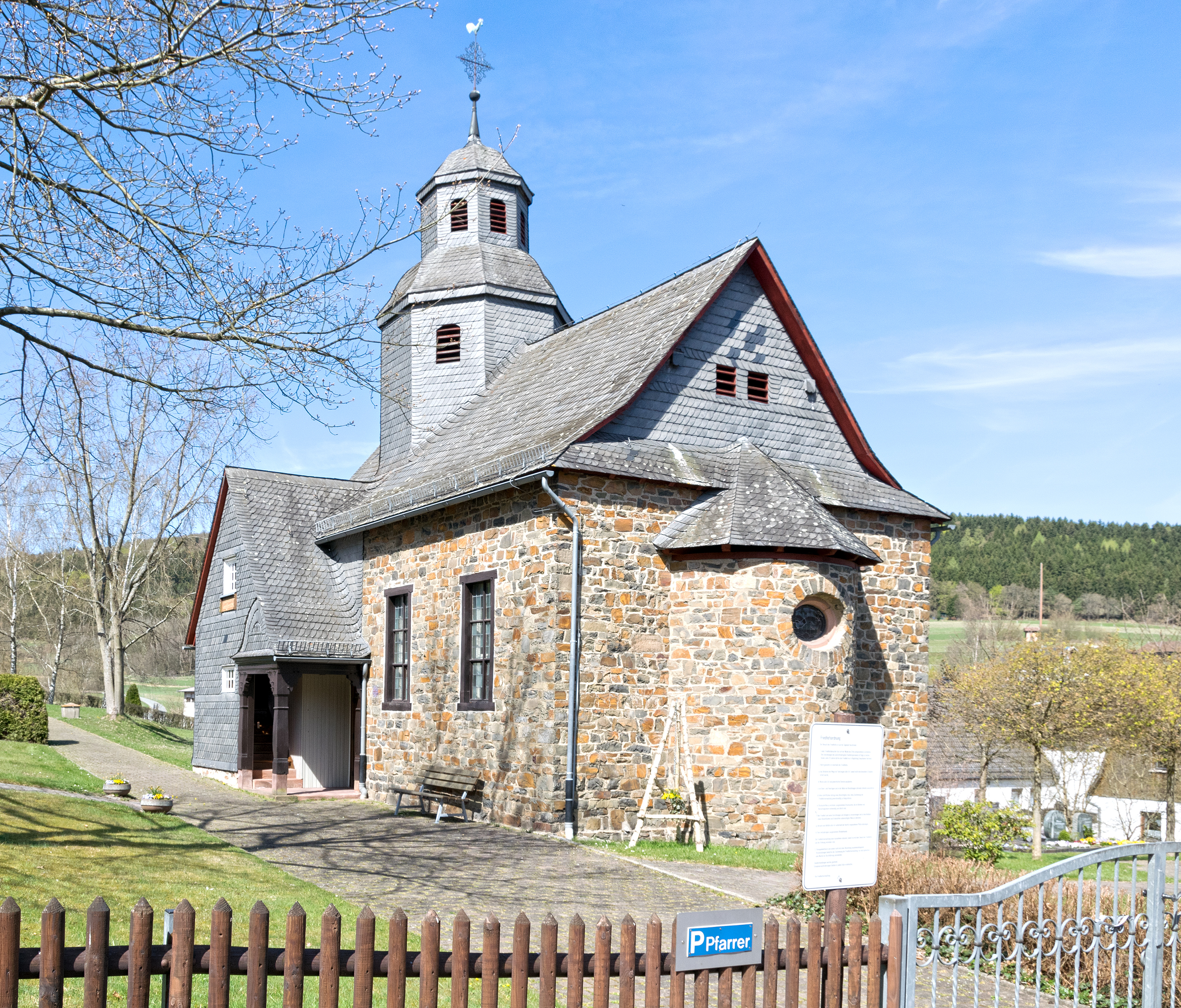
Evangelische Kirche Eifa

Die Evangelische Kirche Eifa ist ein denkmalgeschütztes Kirchengebäude, das in
Eifa steht, einem Ortsteil der Gemeinde Hatzfeld (Eder) im Landkreis Waldeck-Frankenberg (Hessen). Die Kirchengemeinde gehört zum Dekanat Biedenkopf-Gladenbach in der Propstei Nord-Nassau der Evangelischen Kirche in Hessen und Nassau.

## Beschreibung
1711 wurde eine Fachwerkkirche errichtet, deren Wände 1911 durch Ludwig Hofmann mit Bruchsteinen verkleidet oder mit diesen erneuert wurden. Im Osten wurde eine halbrunde Apsis angefügt. Der achteckige, schiefergedeckte Dachreiter von 1711, der sich aus dem Satteldach des Kirchenschiffs erhebt, blieb erhalten. In ihm hängt eine Kirchenglocke, die bereits 1506 gegossen wurde. Der mit Emporen ausgestattete Innenraum ist mit einer Flachdecke überspannt, die in der Mitte von einer Stütze gehalten wird. Die alte Kirchenausstattung, wie z. B. die Kanzel, blieb weitgehend erhalten.